# Alfred Eisenack
Alfred Eisenack (* 13. Mai 1891 in Altfelde, Westpreußen; † 19. April 1982 in Reutlingen) war ein deutscher Paläontologe. Er war ein Pionier der Mikropaläontologie und Palynologie.
Sein botanisch-mykologisches Autorenkürzel lautet „Eisenack“.

## Leben
Eisenack ging in Elbing zur Schule und studierte ab 1911 an der Universität Jena und ab 1913 an der Universität Königsberg und hatte eine Doktorarbeit bei Sven Tornquist über die Stratigraphie des Portlandium am Gardasee begonnen, als sein Studium durch den Ersten Weltkrieg unterbrochen wurde. Er meldete sich freiwillig und geriet nach der Schlacht von Lodz in russische Kriegsgefangenschaft in Tschita in Sibirien. Dort konnte er sich bei einem anderen kriegsgefangenen Geologen (von Pontoppidan) fortbilden, seine Heimkehr verzögerte sich aber auch nach dem Waffenstillstand. Er hatte an diese Zeit später gute Erinnerungen, arbeitete zeitweise als Chemiker und kehrte 1920 per Schiff über Wladiwostok nach Deutschland zurück. Er studierte zunächst weiter Geologie bei Karl Erich Andrée in Königsberg, machte dann aber sein Lehrerexamen und war von 1925 bis 1940 Lehrer an der Bessel-Oberrealschule in Königsberg, wo er Naturwissenschaften und Mathematik unterrichtete. Daneben befasste er sich mit Mikrofossilien aus skandinavischen Geschieben des Silur und Ordovizium. Er begann darüber ab 1930 zu publizieren. 1942 wurde er Dozent in Königsberg. 1945 geriet er in Ostpreußen erneut in sowjetische Gefangenschaft. Nach der Rückkehr wurde er 1951 außerplanmäßiger Professor an der Universität Tübingen, wobei er anfangs noch hauptberuflich Lehrer an der Oberreutlinger Gewerbeschule in Reutlingen war. In Tübingen war er wissenschaftlich sehr aktiv und hatte auch mehrere Doktoranden.
In der Mikropaläontologie führte er unter anderem den Begriff Chitinozoen (vermutlich fossile Eihüllen paläozoischer mariner Lebewesen, die keine Skelettreste hinterließen) und Melanosclerit ein und untersuchte zum Plankton gehörige fossile Hystricosphären, Dinoflagellaten und Graptolithen.
Er war seit 1973 Ehrenmitglied der Paläontologischen Gesellschaft.

## Werke
- Alfred Eisenack (Hrsg.): Katalog der fossilen Dinoflagellaten, Hystrichosphären und verwandten Mikrofossilien. Schweizerbart, Stuttgart 1964, DNB 550389490 (1964–1979, 6 Bände).